# Чигичинах
Чигичинах — упразднённый посёлок в Тенькинском районе Магаданской области России.

## География
Расположен на левобережье Колымы близ устья реки Большой Чугучан, среди болот урочища Ураса-Толон.

## История
Населённый пункт на месте стойбища был основан в 1943 году. Здесь располагались ферма колхоза «Оротук», конебаза, 3 жилых дома. В 1959 году Чигичинах стал базой вновь созданного золотого прииска, вскоре сюда была переведена Чубукалахская геолого-разведочная партия. 
В 1961 году открылась начальная школа, детский сад, Дом культуры, автовокзал, магазин, а также другие объекты инфраструктуры. 
В 1970-е гг. школа стала восьмилетней, при ней был создан интернат, куда отправляли детей из отдаленных посёлков и стойбищ.
В 1988 году в связи с истощением запасов прииск был ликвидирован, последние жители покинули посёлок в 1994 году.
В 1996 году Чигичинах был официально упразднён.

## Транспортная сеть
Транспортная связь с райцентром осуществлялась в холодное время по зимнику, летом самолётом Ан-2 или вертолётом. 
К соседнему Оротуку была проложена круглогодичная 11-километровая автодорога.